# Casey Camp-Horinek
Casey Camp-Horinek (Nebraska, 6 de junio de 1948) es una actriz y activista medioambiental nativa estadounidense, representante electa de la Nación Ponca de Oklahoma. Es la guardiana del tambor hereditario de la sociedad de mujeres y lucha por la protección de las culturas indígenas de Norteamérica.

## Activismo ecológico
Camp-Horinek nació en el territorio conocido como Nibthaska (Nebraska) en idioma omaha-ponca, sin embargo, a corta edad su familia fue desterrada por miembros del gobierno estadounidense y trasladados al territorio del actual estado de Oklahoma, dónde creció. Es miembro de la Nación Ponca de Oklahoma. A finales del XIX, su tribu fue expulsada a la fuerza por el gobierno, teniendo que abandonar sus tierras natales y trasladarse a Oklahoma.
Más de un siglo después, Casey Camp denuncia una nueva amenaza para los amerindios: la extracción de combustibles fósiles. Las tierras del pueblo ponca, en Oklahoma, se ven especialmente afectadas por la industria minera, y Casey Camp-Horinek denuncia las consecuencias medioambientales y sanitarias de la presencia de estas industrias. En particular, denuncia la contaminación del suelo y de los cursos de agua, que está destruyendo la flora y la fauna de la región, además de afectar a la salud de los residentes locales. Lamenta los casos de cáncer, inmunodeficiencia y muerte infantil entre las personas que viven cerca de las explotaciones mineras. A pesar de su desconfianza ante la amenaza que pesa sobre los amerindios, señala que "ellos", los pueblos indígenas, saben cómo sobrevivir, y que sería posible "crear una transición justa hacia las energías renovables, donde la vida pueda continuar como hasta ahora".
Casey Camp-Horinek quiere que no haya más separación entre el mundo animal y el vegetal, y quiere redactar una constitución sobre los derechos fundamentales de la naturaleza. Para ella y los suyos, todo está interconectado. Por ello, insta a los seres humanos a considerar la naturaleza como algo personificado, como un sujeto y no como un objeto. Pone el ejemplo de las empresas y organizaciones personificadas, colocadas en un pedestal por razones económicas. Conseguimos pensar en ellas como personas, aunque sean la causa de los problemas medioambientales actuales, y no conseguimos dar la misma consideración a la naturaleza, con la que necesitamos volver a conectar. Por eso, en particular, lucha contra los combustibles fósiles y anima a los gobiernos a adoptar energías renovables.

### Lucha contra la refinería Phillips 66
La refinería Phillips 66, situada en Ponca City, Oklahoma, procesa una mezcla de crudos ligeros, medios y pesados. La mayor parte del crudo procesado se transporta por oleoducto desde Oklahoma, Texas y Canadá. A continuación, los productos petrolíferos se envían por camión, ferrocarril y oleoducto a los mercados de la región del Mid-Continent. La refinería produce toda una gama de productos, como gasolina, gasóleo y combustibles de aviación, incluido gas licuado de petróleo (GLP).
Para extraer petróleo de esquisto, la refinería utiliza la fracturación hidráulica, un proceso que agrieta la roca para perforar pozos horizontales y llegar a los hidrocarburos. Sin embargo, esta perforación puede provocar hundimientos en las minas, como señala Casey Camp-Horinek al afirmar que se han producido muchos terremotos relacionados con esta perforación. La explotación de hidrocarburos también provoca contaminación del agua y del aire, sobre todo debido a las fugas de metano en el suelo, en los pozos y durante el transporte. En 2011, el New York Times' reveló que el agua vertida durante las perforaciones de gas de esquisto presenta niveles de radiactividad 1000 veces superiores a los límites autorizados.
Casey Camp-Horinek afirmó que todos los seres vivos se habían visto afectados, y que no se podían cultivar productos ecológicos en un radio superior a 12 km. Por ello se pronunció en contra de la construcción de un oleoducto en el territorio del pueblo Ponca.
Advirtió al mundo: la historia se repite en ciclos, pero ante la crisis ecológica no podemos permitirnos permanecer pasivos y repetir nuestros errores. Cita los incendios de la selva amazónica como ejemplo flagrante de la explotación humana de la naturaleza.

## Visión de la colonización
Para ella, los estadounidenses comparten una culpa colectiva por lo que infligieron a los indígenas. Los nativos americanos necesitan que los americanos descendientes de colonos reconozcan sus fechorías pasadas y presentes. Los estadounidenses reconocen el Holocausto, pero los nativos americanos también han sido víctimas de otros genocidios. Viven constantemente a la sombra de esta historia. Casey Camp no se siente escuchada por los políticos y cree que Estados Unidos no ha reconocido su responsabilidad.
Cree que los medios de comunicación tienen un papel crucial que desempeñar en el reconocimiento de estos genocidios, dando visibilidad a estas cuestiones. En un contexto de difusión de fake news desde la elección de Donald Trump, anima a los medios a publicar información veraz que realmente importe.

### Cultura indígena
En la cultura indígena, la cuestión de la propiedad de la tierra no existe. Simplemente consideran que la Madre Naturaleza les ha dado una tierra para vivir, que deben respetar y cuidar. El pensamiento de los habitantes de Estados Unidos es radicalmente distinto, porque se basa en el principio de posesión: Estados Unidos colonizó esas tierras para explotarlas. Los indígenas no se oponen a la ocupación de sus tierras por otros pueblos, siempre que éstos respeten el lugar y la vida que allí existe.

## Filmografía

### Cine
- 2009 : Barking Water : Irene
- 2013 : Winter in the Blood : Theresa First Raise
- 2014 : Behind the Door of a Secret Girl : Mme Thomson
- 2017 : The Mustanger and the Lady : Betty Redstockings
- 2021 : Asking for It : Fala
- 2021 : Montford : The Chickasaw Rancher : Granny Vicey

### Televisión

#### Series
- 2021 : Rutherford Falls : Mona
- 2021 : Reservation Dogs
- 2024 : Avatar: El último maestro del aire : Gran Gran

#### Telefilmes
- 1988 : The Trial of Standing Bear
- 1993 : Geronimo
- 1993 : La chaîne brisée
- 1994 : Lakota Woman : Siege at Wounded Knee
- 1999 : Lakota Moon
- 2003 : DreamKeeper